# Tornike Tsjakadoea
Tornike Tsjakadoea (Leeuwarden, 5 ottobre 1996) è un judoka olandese.

## Palmares
- Europei juniores

Bratislava 2015: bronzo nei 60 kg;
Tel Aviv 2016: bronzo nei 60 kg.
- Europei juniores

Malaga 2016: bronzo nei 60 kg.
- Europei juniores

Miami 2013: bronzo nei 55 kg.

### Vittorie nel circuito IJF
| Data            | Località | Paese   | Categoria  |
| --------------- | -------- | ------- | ---------- |
| 12 ottobre 2018 | Cancún   | Messico | Grand Prix |